# Borislav Mikhajlov
Borislav Mikhajlov (på bulgarsk: Борислав Михайлов) (født 12. februar 1963 i Sofia, Bulgarien) er en tidligere bulgarsk fodboldspiller, der med 102 kampe besidder landskampsrekorden for Bulgarien. Han spillede på klubplan for blandt andet Levski Sofia og Slavia Sofia i hjemlandet, samt for engelske Reading F.C., og blev i 1986 kåret til Årets fodboldspiller i Bulgarien. Han er far til en anden bulgarsk landsholdsmålmand, Nikolaj Mikhajlov.
Mikhajlov har siden 2005 været præsident for Bulgariens fodboldforbund.

## Klubkarriere
Mikhajlov startede sin seniorkarriere i 1981 hos storholdet Levski Sofia i sin hjemby, og tiden hos hovedstadsklubben blev både hans mest langvarige og mest succesfulde, idet han gennem sine otte sæsoner i klubben var med til at hjemtage tre bulgarske mesterskaber og tre pokalturneringer. I 1986 modtog han titlen som Årets fodboldspiller i Bulgarien.
I 1989 valgte Mikhajlov at forlade hjemlandet, og skrev kontrakt med CF Belenenses i Portugal. Han spillede efterfølgende også for franske FC Mulhouse, inden turen i 1994 gik hjem til Botev Plovdiv. I 1995 skrev han kontrakt med engelske Reading F.C., der på daværende tidspunkt var at finde i den næstbedste række.
Opholdet i England blev dog ingen succes, og efter to år med moderat spilletid rejste Mikhajlov i 1997 tilbage til Bulgarien, hvor han den følgende sæson spillede for Slavia Sofia. Han afsluttede sin karriere med en sæson i schweizisk fodbold, hos FC Zürich.

## Landshold
Mikhajlov er med 102 kampe indehaver af kamprekorden for Bulgariens landshold, som han repræsenterede mellem 1983 og 1998. Han nåede at deltage ved tre VM-slutrunder, VM i 1986, VM i 1994 og VM i 1998. Størst succes var der ved 1994-slutrunden i USA, hvor bulgarerne med Mikhajlov på mål, og som anfører sensationelt nåede turneringens semifinaler, hvor man dog måtte se sig besejret af Italien. Han deltog desuden ved EM i 1996.

## Efter fodbolden
Efter at have indstillet sin aktive karriere har Mikhajlov gjort karriere i det bulgarske fodboldforbund. Her var han fra 2001 til 2005 vicepræsident, hvorefter han overtog præsidentposten fra Ivan Slavkov. Han besidder (pr. september 2010) stadig posten.

## Titler
Bulgarske mesterskab
- 1984, 1985 og 1988 med Levski Sofia

Bulgarske pokalturnering
- 1982, 1984 og 1986 med Levski Sofia